# 內送流量備援容錯機制
內送流量備援容錯機制(Multihoming)，亦作多重主目錄，是互聯網連線的一種容錯機制，用以提高IP網路上對互聯網連線的可靠度。這個機制一般只用在客戶端，而不會用在互聯網供應商(ISP)，透過為客戶端提供多於一條互聯網連線，使當中其中一條連線中斷時，系統可以自動切換使用另一條連線。
內送流量備援容錯機制適用於IPv4及IPv6。

## 機制的變化
內送流量備援容錯的達成有多種方法，若我們不理會實際操作時所使用的協定的分別，這些變化大致可以分為以下幾類：
- 單一連結，多個IP位址(空間)
- 多界面卡，每個界面指派單一IP位址
- 多連結，單一IP地址(空間)
- 多連結，多個IP地址(空間)

## 限制
然而，內送流量備援容錯機制仍有它的限制：若在DHCP伺服器的設定上出了問題，備有這個機制的客戶端可能會在伺服器上造成大量的請求位址錯誤，特別是當客戶端的作業系統與伺服器並不屬於同一系列產品（例如：Linux Client連上Windows 2000的DHCP server）。不過，由於這種問題並不常見，所以作業系統生產商一般只會在用戶要求下才會作出支援。但由於現時的手提電腦一般都同時具備有線及無線上網設備，每當電腦進行安裝Linux的過程時，就會對原有的Windows 2000 DHCP Server構成影響。

## 外部連結

### IPv4 multihoming
- O'Reilly article on BGP Multihoming （页面存档备份，存于）
- Cisco multihoming configuration example （页面存档备份，存于）
- Linux Multihoming configuration example
- Windows Multihoming example for Single Link, Multiple IP address（页面存档备份，存于）

### IPv6 multihoming
- Astrocom article on multihoming
- Old IETF IPv6 multihoming working group
- Current IETF IPv6 multihoming working group
- Internet-Draft: Analysis of IPv6 Multihoming Scenarios （页面存档备份，存于）